# Orango (opera)
Orango (in russo Оранго?) è un'opera satirica incompiuta abbozzata nel 1932 da Dmitrij Dmitrievič Šostakovič. Il manoscritto fu ritrovato da Olga Digonskaya, una musicologa russa, nel Museo Glinka di Mosca nel 2004. Il progetto era per un prologo e tre atti, ma solo un quarto del Prologo era stato abbozzato.

## Storia
Il libretto era stato scritto da Aleksej Nikolaevič Tolstoj e Aleksander Osipovich Starchakov. Poiché Orango è il protagonista dell'opera, metà scimmia e metà uomo, una delle fonti di ispirazione per il libretto è stata l'opera del biologo russo Il'ja Ivanovič Ivanov, che aveva tentato l'ibridazione di umani e altri primati. Secondo Gerard McBurney la parola suggerisce l'orangutan. (p. 38) Shostakovich aveva visitato la stazione di ricerca di primati di Ivanov a Sukhumi e "lo raccomandava come uno spettacolo da vedere".
Il Prologo è stato eseguito per la prima volta in un'orchestrazione di Gerard McBurney il 2 dicembre 2011 a Los Angeles dalla Filarmonica di Los Angeles diretta da Esa-Pekka Salonen e messa in scena da Peter Sellars.
Il pezzo è stato anche eseguito dalla Philharmonia Orchestra il 24 agosto 2015 presso la Royal Albert Hall nell'ambito dei BBC Proms del 2015, di nuovo diretti da Salonen. Irina Brown era la regista teatrale.

## Commissionata nel 1932
Il Teatro Bol'šoj commissionò l'opera nel 1932 con l'intenzione di celebrare il 15º anniversario della Rivoluzione d'ottobre. Alexei Tolstoy e Alexander Starchakov furono impiegati come librettisti per lavorare con Šostakovič e ricevettero il tema generale "crescita umana durante la rivoluzione e la costruzione socialista". Alla fine i collaboratori concepirono la loro opera come "una satira politica contro la stampa borghese", adattando la trama di una delle storie di Starchakov su un ibrido uomo-scimmia concepito in un esperimento medico."
Quando i librettisti non riuscirono a consegnare nei tempi previsti, Šostakovič, che era impegnato a comporre Lady Macbeth del Distretto di Mcensk, rimandò e poi abbandonò il progetto, scartando i suoi abbozzi. Starchakov fu arrestato nel 1936 e fucilato nel 1937.

## Riscoperta nel 2004
La musicologa russa Olga Digonskaya stava lavorando con Irina Šostakovič, terza moglie e vedova del compositore, nel catalogo di Šostakovič. Nel dicembre 2004, al Museo centrale della cultura musicale statale di Glinka, a Mosca, la Digonskaya scoprì uno scatolone di cartone contenente "300 pagine di schizzi, pezzi e spartiti musicali" per mano di Šostakovič. "Un amico compositore aveva corrotto la cameriera di Šostakovič per farsi consegnare regolarmente il contenuto del cestino dell'ufficio di Šostakovič, invece di buttarlo nella spazzatura. Alcuni di questi rifiuti alla fine trovarono il loro percorso nel Glinka ... L'archivio Glinka 'conteneva un numero enorme di brani e composizioni che erano completamente sconosciuti o che potevano essere rintracciati solo in modo indiretto", dichiarò la Digonskaya."
Tra le scoperte c'erano sette fogli, sei scritti su entrambi i lati, che comprendono le tredici pagine di Orango che sono sopravvissute: il Prologo, per una quarantina di minuti di musica scritta per pianoforte con le parti vocali scritte sopra. Lo spartito per pianoforte è stato pubblicato a Mosca nel 2010 con un'introduzione accademica della Digonskaya.

## Orchestrazione di McBurney
Irina Šostakovič chiese al compositore britannico Gerard McBurney di orchestrare una partitura dagli schizzi per pianoforte. Questo lavoro fu presentato in anteprima dalla Filarmonica di Los Angeles il 2 dicembre 2011.
| Personaggio      | Voce           | Interprete         |
| ---------------- | -------------- | ------------------ |
| Orango           | baritono       | Eugene Brancoveanu |
| Veselchak        | basso-baritono | Ryan McKinny       |
| Voce dalla folla | basso          | Jordan Bisch       |
| Zoologo          | tenore         | Michael Fabiano    |
| Susanna          | soprano        | Yulia Van Doren    |
| Paul Mash        | tenore         | Timur Bekbosunov   |

| Artista                                  | Ruolo                   |
| ---------------------------------------- | ----------------------- |
| Los Angeles Philharmonic                 | orchestra               |
| Esa-Pekka Salonen                        | direttore               |
| Peter Sellars                            | regista                 |
| Ben Zamora                               | regista delle luci      |
| Los Angeles Master Chorale Grant Gershon | Coro Direttore musicale |